# Suribachi

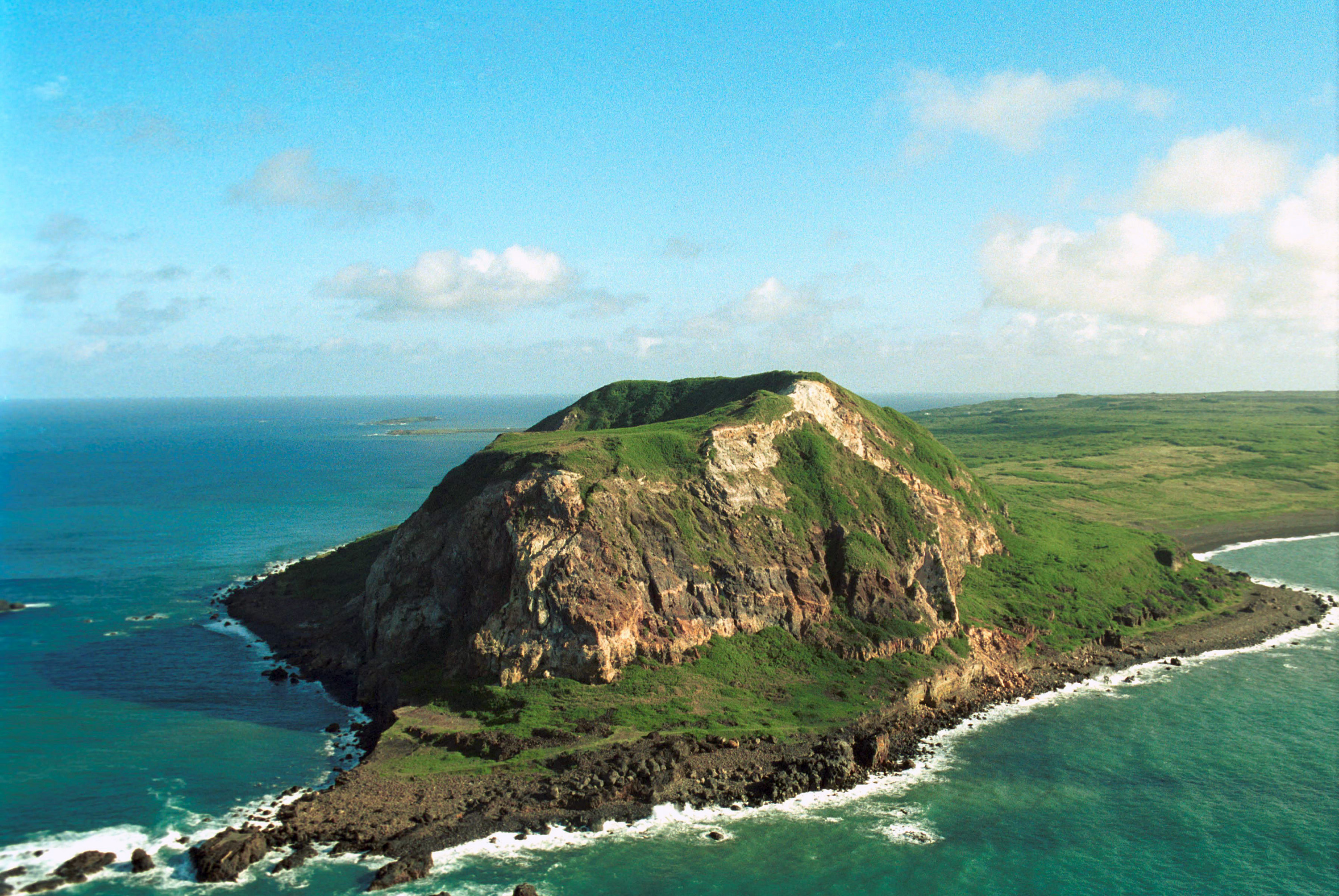

De Suribachi (Japans: 摺鉢山, Suribachiyama) is een 169 meter hoge vulkaan op het Japanse eiland Iwo Jima. De naam Suribachi is afkomstig van het woord voor vijzel, hetgeen verwijst naar de vorm van de vulkaan. De berg staat ook bekend als 'Pijpenberg' (パイプ山, Paipu-yama) vanwege de zwavel- en waterdampen die de berg het aanzien van een pijp geven.
De berg is bekend van de iconische foto 'Raising the Flag on Iwo Jima' van Joe Rosenthal.